# Кайенская смесь
Кайенская смесь — лакриматор, смесь бытовых органических компонентов с сильным раздражающим эффектом, применяемая для самообороны и ухода от разыскных собак в качестве метательного оружия. Название происходит от основного компонента — кайенского перца (который может заменяться на другие сорта перца). Вызывает ожог органов дыхания и слизистых оболочек (глаза, пасть) у животных, против которых применяется.

## Применение
Кайенская смесь применяется в двух случаях:
1. Когда нужно сбить со следа собак при выполнении ими работы по поиску преследуемых людей. Для этого преследуемый рассыпает смесь на свои следы.
2. При обороне от атакующей собаки. Для этого рекомендуется два раза сыпануть смесью в сторону морды собаки на небольшой дистанции (нужно чтобы собака попала мордой в облако взвеси в воздухе). Эффективность повышается, если пасть собаки открыта, и если собака делает вдох — при атаке пасть уже открыта, и собака учащенно дышит.

Смесь наиболее эффективна в сухих условиях и практически неэффективна во время дождя.

## Состав
Состав смеси: 50 % — табак (обычно махорка), помолотый до фракции мелкой пыли; 50 % — кайенский перец (или иная разновидность острого красного перца), также мелко молотый. Иногда вместо острого красного перца используется чёрный перец или же их смесь. Для придания смеси лучших метательных свойств (увеличения дальности броска) в неё добавляют в небольшом количестве какой-либо минеральный компонент, сильно измельченный, например, перлит или глину, растёртые в пудру.
Так как молотый перец сравнительно быстро теряет свои ароматические и иные свойства, приготовленная смесь не хранится долго и должна содержаться в герметичной посуде, например небольшой пробирке.
При вдыхании смеси у собак происходит ожог верхних дыхательных путей, что делает собаку на некоторое время непригодной как для розыскных действий, так и для выполнения караульных функций вне зависимости от породы, размера и агрессивности конкретного экземпляра. На глаза собак смесь действует раздражающе, вызывая сильную резь и слезотечение. В результате основные органы ориентации собаки не просто «выключаются», а начинают «работать» против неё, существенно ограничивая поведение.
Может применяться против людей для дезориентации, причинения боли и выведения из строя. В случае с человеком наибольший поражающий эффект имеет именно острый красный перец (в идеале кайенский), а не чёрный. Признаки поражения возникают сразу же после контакта и сохраняются в течение 5 —10 минут. Далее постепенно ослабевают и полностью исчезают через 1 час.

## История
Во время ВОВ смесь активно использовалась партизанами, диверсионными группами, сотрудниками НКВД. Кайенская смесь часто находилась в нагрудном кармане сотрудников «Смерша» в контейнере из-под фотопленки. При необходимости ее можно было быстро метнуть в лицо врагу, а также в морды немецких овчарок, которые использовались для обнаружения и задержания советских диверсантов. Смесь легко сбивала используемых овчарок со следа. Достаточно было рассыпать небольшое количество порошка или обработать им свою обувь.
Иногда встречаются упоминания о прессованной и герметично упакованной кайенской смеси. Преимущества такой смеси в возможности долгого хранения и быстром приведении в готовность — буквально несколько секунд (вскрыть и растереть пальцами).
В современной России используется в качестве средства самообороны от бродячих собак.

## В кино и литературе
- Фильм «Кровавый спорт» 1988 г.: в финале чемпионата по восточным единоборствам персонаж Чонг Ли (Боло Йен) применяет заблаговременно припрятанную кайенскую смесь против Фрэнка Дюкса (Жан-Клод Ван Дамм).
- Рассказ «Кайенская смесь» автора под псевдонимом Механик Ганн.
- Владимир Богомолов — «Момент Истины (В Августе '44)» (также под названием «индийская смесь» — возможно, для черноперечной версии смеси).